# Freddy Randall
Freddy Randall (* 26. Mai 1921 in London; † 18. Mai 1999 in Teignmouth) war ein britischer Jazz-Trompeter und Bandleader.

## Leben und Wirken
Freddy Randall begann seine Karriere in der Comedygruppe St. Louis Four, die er 1939 verließ, um Anfang der 1940er Jahre als freischaffender Musiker zu arbeiten. Nach dem Wehrdienst im Zweiten Weltkrieg spielte er in den Bands von Johnny Dankworth und Freddy Mirfield, dann ab der zweiten Hälfte der 1940er mit einer eigenen Dixieland-Jazz-Formation, die zu den bekanntesten englischen Traditional-Jazz-Gruppen dieser Zeit gehörte und auch in den Vereinigten Staaten gastierte; in seiner Band spielten auch Brian Lemon und die Saxophonistin Betty Smith. Anfang der 1950er Jahre entstanden Aufnahmen für Parlophone, u. a. mit Stan Butcher, Dave Shepherd und Bruce Turner in seiner Band. Zwischen 1958 und 1963 musste er seinen Beruf aus gesundheitlichen Gründen vorübergehend aufgeben; Mitte der 1960 nahm er wieder einige Alben auf, spielte mit Dave Shepherd; 1972/73 nahm er für Black Lion Records auf. Außerdem spielte er mit Sidney Bechet, Bud Freeman, Wild Bill Davison, Pee Wee Russell, Bill Coleman und Teddy Wilson. Anfang der 1980er Jahre hatte er eine Band mit dem Saxophonisten Benny Waters, in der auch der Schlagzeuger Stan Greig spielte.

## Diskographische Hinweise
- Vintage Freddy Randall 1949–1951 (Lake)
- Freddy Randall and his Band (Parlophone/Lake, 1953–55)
- Benny Waters/Freddy Randall Jazz Band (Jazzology, 1982)